# ヴィサージュ (映画)
『ヴィサージュ』は、賀川貴之監督による2009年の日本映画である。

## ストーリー
900年にわたって法で裁けない悪人を始末してきた「仕事人一族」の末裔の若者・狩矢俊光の運命を描く。

## 出演
- 南秀治：狩矢俊光
- 磯貝龍虎：河村英司
- 山口果歩：相沢はるか
- 天正彩：京本摩耶
- 水口健一
- SATOMI
- 渡会久美子
- 横堀秀樹
- 須藤明美
- 谷口公一
- 早乙女じょうじ
- 若林立夫
- TAKAみちのく
- 武智大輔